# Garipköy
Garipköy (türkisch für seltsames Dorf) ist eine Kleinstadt im Landkreis Tavas der türkischen Provinz Denizli. Garipköy liegt etwa 56 km südwestlich der Provinzhauptstadt Denizli und 14 km südwestlich von Tavas. Garipköy hatte laut der letzten Volkszählung 1.233 Einwohner (Stand Ende Dezember 2010).
Das Verwaltungsgebiet von Garipköy gliedert sich in zwei Stadtteile, Bahçelievler Mahallesi und Çamlık Mahallesi, die jeweils von einem Muhtar verwaltet werden.